# Jean Cottard
Pour les articles homonymes, voir Cottard.
Jean Cottard, né le 14 juillet 1926 à Paris et mort le 30 novembre 2020, à Antibes, obtient le titre de maître d’armes en 1949 à l'Ecole d'entraînement physique militaire d'Antibes après une formation sportive très polyvalente. Entraîneur de Christian d'Oriola, il devient en 1964 le premier directeur technique national de l'escrime française. Il est membre du comité directeur de la Fédération française d'escrime depuis 1988.

## Biographie
Jean Cottard est né à Paris le 14 juillet 1926. Dès 1940, son père sous les drapeaux, il doit renoncer aux études pour travailler afin d'aider sa mère. Il pratique alors l'athlétisme, le basket-ball et le tennis de table dans un patronage parisien. Il intègre en 1942 l'administration des finances et participe à l'association sportive où il pratique avec autant de réussite l'athlétisme avec Gilbert Omnès que la boxe avec Roger Savignac. À la fin de l'année 1944, son niveau général l'incite à participer à des stages de préparation au monitorat d'éducation physique à l'IREP de Paris, rue Lacretelle.
Appelé sous les drapeaux en 1945 il effectue son service militaire en Tunisie où un oncle maître d'armes lui révèle l'escrime. Sur ses conseils, il intègre en 1946 l'Ecole d'entraînement physique militaire d'Antibes et en ressort trois ans plus tard maître d’armes et major de la promotion Carrichon. Jean Cottard enseigne à l’université de Cambridge en 1952 puis au Racing Club de France de 1953 à 1972. L'amitié et l'estime de Christian d'Oriola qui le choisit comme entraîneur le propulse dans l'encadrement du haut niveau. Jean Cottard est marié, père de deux enfants, professeurs d’éducation physique, dont l'un est maître d’armes.

### Escrimeur
Maître d'armes à 23 ans en 1949 — et dès lors considéré comme professionnel — Jean Cottard n'a pas pu participer aux grandes compétitions d'escrime réservées aux seuls amateurs. Cependant il est champion de France des maîtres d’armes militaires en 1951, champion de France des maîtres d’armes en 1954, 1958, 1960 et il remporte en 1958 le premier championnat Lindmann des professeurs d'escrime.

### Carrière éducative
Il est nommé entraîneur national en 1956, introduisant alors la musculation spécifique dans l'entraînement des escrimeurs nationaux. Il est entraîneur national aux trois armes de 1957 à 1960, au fleuret homme de 1960 à 1964, année où il devient le premier directeur technique national de l’escrime. Sous l'autorité du colonel Marceau Crespin, directeur des sports, il met alors en œuvre au niveau de sa discipline la grande réforme sportive des débuts de la Ve République. On lui doit ainsi le regroupement des élites à l'Institut national des sports (INSEP). En 1972 l'échec de la mise en place d'une école de formation de cadres à Antibes entraine son retrait.
Outre Christian d'Oriola, il est l’entraîneur de Gérard Lefranc, Jacques Guittet, Jean-Claude Magnan, Christian Noël, Claude Arabo, Catherine Ceretti, Kayte Delbarre... et de 1956 à 1972 les équipes de France ont obtenu sous sa direction 12 médailles d’or, 13 d’argent et 23 de bronze aux championnats du monde et aux jeux olympiques. Constamment réélu au comité directeur de la Fédération française d'escrime (FFE) depuis 1988 et président de la commission des éducateurs de 1992 à 2008 il est le grand artisan d'une fructueuse collaboration avec la Fédération française du sport adapté (FFSA).

## Notoriété
Jean Cottard est :
- Chevalier de la Légion d'honneur en 1964 ;
- Officier de l'ordre national du Mérite en 1974 ;
- Entraîneur breveté d’état 3e degré en 1978 ;
- Officier de la Légion d'honneur en 1993 ;
- Médaille de la jeunesse, des sports et de l'engagement associatif, or ;
- Médaille d'or des Joinvillais ;
- promu Gloire du sport en 2012[9].

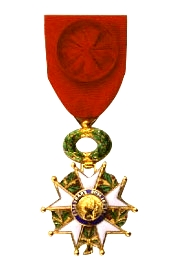
Médaille d'officier de l’ordre national de la Légion d’honneur.
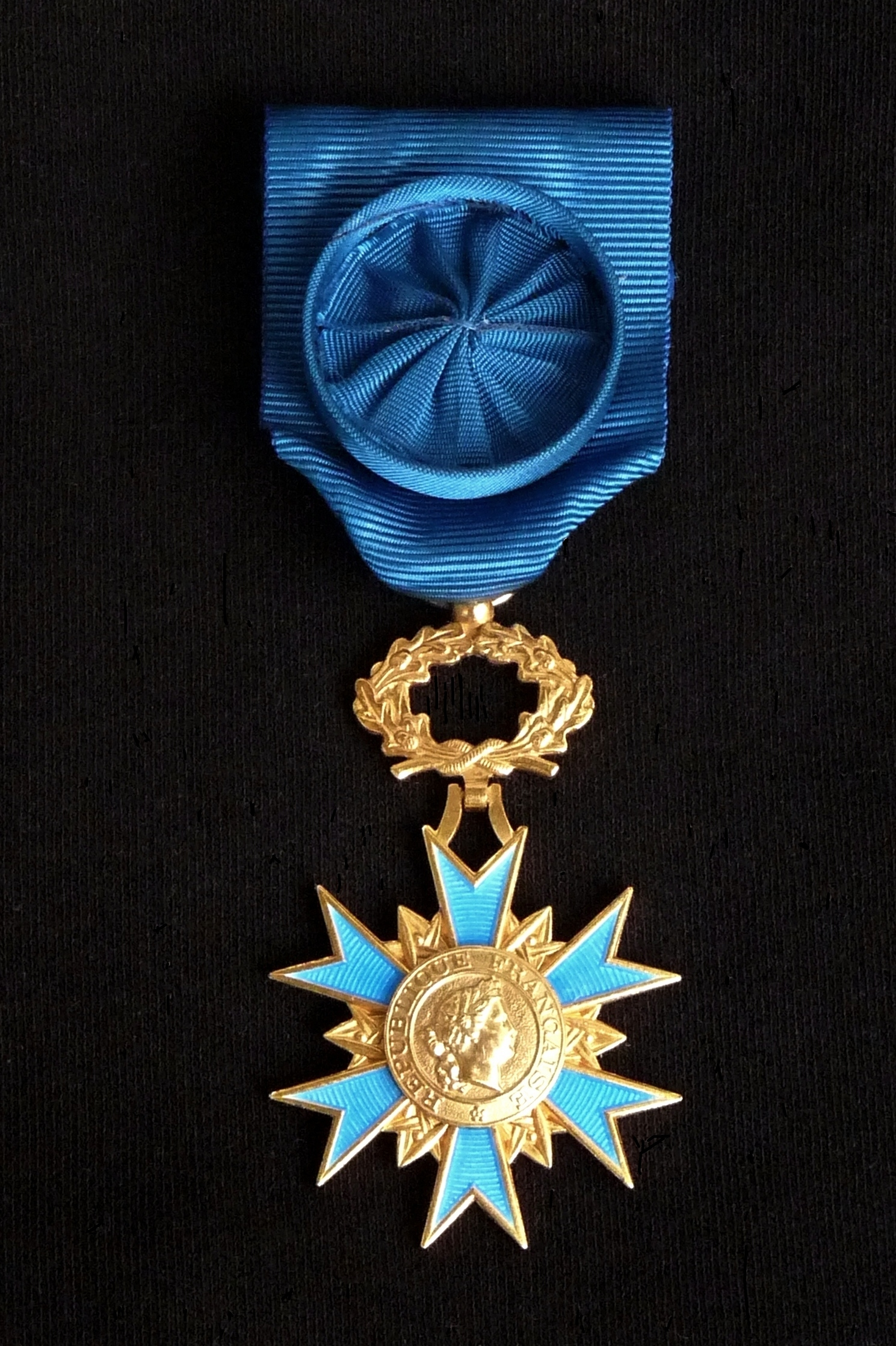
Médaille d'officier de l’ordre national du Mérite.
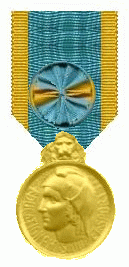
médaille d’or de la jeunesse et des sports.